# Journey Prize
The Journey Prize, egentligen The Writers' Trust of Canada McClelland & Stewart Journey Prize, är ett kanadensiskt litteraturpris som årligen utdelas av McClelland & Stewart och the Writers' Trust of Canada för bästa novell publicerad av en ny författare i en kanadensisk litterär tidskrift. Priset kan delas ut på grund av att författaren James Michener, donerade sina kanadensiska royaltys för sin novel Journey.
Vinnaren av priset väljs ut bland de berättelser som får vara med i årets volym av The Journey Prize Stories, som publiceras årligen på hösten av McClelland & Stewart.
Vinnaren av priset år 2000, Timothy Taylor, var den första författaren som hade tre berättelser publicerade samma år. År 2021 och 2022 pausade man priset för att 2023 dela ut det till 10 svarta författare med verk publicerade från 2020 och framåt.

## Pristagare
- 1989 - Holley Rubinsky, "Rapid Transits"
- 1990 - Cynthia Flood, "My Father Took a Cake to France"
- 1991 - Yann Martel, "The Facts Behind the Helsinki Roccamatios"
- 1992 - Rozena Maart, "No Rosa, No District Six"
- 1993 - Gayla Reid, "Sister Doyle’s Men"
- 1994 - Melissa Hardy, "Long Man the River"
- 1995 - Kathryn Woodward, "Of Marranos and Gilded Angels"
- 1996 - Elyse Gasco, "Can You Wave Bye Bye, Baby?"
- 1997 - (Delat) Gabriella Goliger, "Maladies of the Inner Ear" och Anne Simpson, "Dreaming Snow"
- 1998 - John Brooke, "The Finer Points of Apples"
- 1999 - Alissa York, "The Back of the Bear’s Mouth"
- 2000 - Timothy Taylor, "Doves of Townsend"
- 2001 - Kevin Armstrong, "The Cane Field"
- 2002 - Jocelyn Brown, "Miss Canada"
- 2003 - Jessica Grant, "My Husband’s Jump"
- 2004 - Devin Krukoff, "The Last Spark"
- 2005 - Matt Shaw, "Matchbook for a Mother's Hair"
- 2006 - Heather Birrell, "BriannaSusannaAlana"
- 2007 - Craig Boyko, "Ozy"
- 2008 - Saleema Nawaz, "My Three Girls"
- 2009 - Yasuko Thanh, "Floating like the Dead"
- 2010 - Devon Code, "Uncle Oscar"
- 2011 - Miranda Hill, "Petitions to Saint Chronic"
- 2012 - Alex Pugsley, "Crisis on Earth-X"
- 2013 - Naben Ruthnum, "Cinema Rex"
- 2014 – Tyler Keevil – "Sealskin"
- 2015 – Deirdre Dore – "The Wise Baby"
- 2016 – Colette Langlois – "The Emigrants"
- 2017 – Sharon Bala – "Butter Tea at Starbucks"
- 2018 – Shashi Bhat – "Mute"
- 2019 – Angélique Lalonde – "Pooka"
- 2020 – Jessica Johns – "Bad Cree"
- 2021 – Inget pris delades ut
- 2022 – Inget pris delades ut
- 2023 – Christina Cooke, A. Z. Farah, Zilla Jones, Sarah Kabamba, Terese Mason Pierre, Téa Mutonji, Lue Palmer, Jasmine Sealy, Dianah Smith, Iryn Tushabe